# Бохемия
 Тази статия е за историческата област.  За средновековната държава вижте Земи на Чешката корона.  
Бохемия (на чешки: Čechy; на немски: Böhmen) е историческа област в западната и централната част на съвременната държава Чехия (на чешки: Česko). Бохемия има площ от 52 750 km² и население от 6,25 милиона души и граничи с Германия на север, юг и запад, Полша на североизток, областта Моравия на изток и Австрия на юг.
Бохемия не е административна единица на днешна Чехия, а е поделена между Пражки столичен окръг, Средночешки, Пилзенски, Карловарски, Устецки, Либерецки и Краловохрадецки край, както и части от Пардубицки край, Височински край и Южночешки край.
Големи градове в областта са Прага, Либерец, Усти над Лабем, Ческе Будейовице, Пилзен.

## История
Римляните наричат областта Boiohaemum на келтското племе бòи, което я обитава. От 1 век пр.н.е. по тези земи се настаняват германи. След като те мигрират на югозапад, към 6 век Бохемия е населена от славяни, предците на днешните чехи.
След като се освобождават от аварско владичество през 7 век, славяните в Бохемия попадат под властта на династията Пршемисъл, която продължава до 1306 г. Обитателите на областта приемат християнството през 9 век, което води до близки отношения с Източното Франкско кралство при Каролингите. По-късно при Свещената Римска империя Бохемия е автономна част.
Първи Болеслав I използва титлата „Крал на Бохемия“ след 940 г., но неговите наследници носят титлата княз. С кралско звание са удостоени князете Вратислав II и Владислав II, но едва при Отокар II (царувал 1253 – 1278). В средата на 13 век започва значителна немска имиграция в района, а през 1348 г. в Прага е открит първият университет в Централна Европа. При Карл IV Бохемия достига своя политически и териториален апогей, а самият крал става император на Свещената Римска империя.
Чешко движение срещу чужденците, главно немци, е подтикнато от религиозното движение на Ян Хус, предшественик на Мартин Лутер, който в крайна сметка е изгорен на клада. Неговите последователи продължават конфликта, превърнал се впоследствие в Хуситски войни.
През 1618 борбата за бохемския трон се превръща в Тридесетгодишната война, опустошила чешките земи и довела до изгонването на протестантското благородничество. Под обновената конституция от 1627 чешкият е обявен за официален език на кралството, макар че немският, чиято роля се увеличила, и латинският, се ползвали от аристократите.
При Хабсбургите автономията на Бохемия е редуцирана, което води до националистическо движение сред чехите към края на 18 век, борещо се за възвръщане на бившите права на кралството и по-висш статут на чешкия език, което завършва с неуспяла революция.
След края на Първата световна война Бохемия влиза в състава на новосъздадената Чехословакия. Преди Втората световна война северните гранични райони на Бохемия, населени от немско мнозинство в региона, са анексирани от Германия – първият и единствен случай в историята на областта, в който тя е разделена. По време на войната Бохемия и Моравия са протекторат под германска окупация.
След разпадането на Чехословакия от началото на 1993 г. Бохемия остава в Чехия.